# Gairloch
Gairloch (en gaélico escocés: Geàrrloch) es una aldea y parroquia civil ubicada en las orillas del lago Gairloch en la costa noroeste del consejo unitario de Highland en Escocia, Reino Unido. Gairloch es un popular destino turístico en los meses de verano y tiene un campo de golf, un pequeño museo, varios hoteles, un centro comunitario, un centro de ocio con instalaciones deportivas, una estación de radio local, playas y montañas cercanas.
La parroquia de Gairloch se extiende sobre un área mucho más amplia, incluyendo los pueblos de Poolewe y Kinlochewe, y tiene una población de 2.289. La estación de tren más cercana se encuentra en Achnasheen. El aeropuerto más cercano en tierra firme se encuentra en Inverness.